# Unione di Sant'Angela Merici
L'Unione di Sant'Angela Merici (in francese Congrégation des Ursulines-Union Sainte Angèle Mérici; sigla U.S.A.M.) sono un istituto religioso femminile di diritto pontificio.

## Storia
L'istituto è sorto il 3 luglio 1973 dall'unione di una congregazione e tre monasteri autonomi di orsoline francesi: la congregazione delle orsoline di Gesù e Maria di Malet e i monasteri di Monistrol-sur-Loire, Ambert e Saint-Chamond.
Gli istituti si erano uniti (insieme con il monastero di Largenté, a Bayonne, che poi si separò) nella "federazione di Sant'Angela Merici delle orsoline di Francia", eretta dalla Santa Sede il 3 ottobre 1966; la federazione fu autorizzata a costituirsi in congregazione centralizzata il 2 febbraio 1973.

## Attività e diffusione
Le suore si dedicano ad attività educative in ambito scolastico ed extrascolastico, all'assistenza a malati e anziani.
La sede generalizia è il Couvent de Malet, a Saint-Côme-d'Olt.
Alla fine del 2015 l'istituto contava 44 religiose in 9 case.